# 아일랜드 축구 협회
아일랜드 축구 협회(영어: Football Association of Ireland, 아일랜드어: Cumann Peile na hÉireann, FAI)는 아일랜드의 축구 협회이다. 1921년 이전에는 현재의 북아일랜드의 축구를 총괄하고 있는 북아일랜드 축구 협회가 아일랜드 전역을 총괄하는 축구 협회였다.